# Bicsérd
Bicsérd is een plaats (község) en gemeente in het Hongaarse comitaat Baranya. Bicsérd telt 985 inwoners (2001).